# Mount Shasta (wulkan)
Mount Shasta – stratowulkan w USA, w północnej części stanu Kalifornia (Hrabstwo Siskiyou), położony 90 km na północ od Redding. Jest to jeden z wyższych szczytów w Kalifornii a drugi pod względem przewyższenia.  Obecną nazwę szczytowi nadał w 1827 roku Peter Skene, traper i handlarz wzorując się na oryginalnej nazwie używanej przez Indian.

## Aktywność
Wulkan jest uznawany za aktywny, ostatnia erupcja miała miejsce w 1786 roku. Wulkan jest uważany za potencjalnie niebezpieczny, a o jego aktywności świadczą wydobywające się gazy oraz trzęsienia ziemi deformujące grunt. Wulkan wybucha co kilkaset lat. Okres największej aktywności, w czasie której uformował się obecny wygląd, miał miejsce około 7650 r. p.n.e.